# Cold Contagious
«Cold Contagious» es el cuarto y último sencillo de la banda británica de rock alternativo Bush en su segundo álbum Razorblade Suitcase. Fue lanzada en 20 de diciembre de 1997. Esta canción y "Bonedriven" son los únicos sencillos de Bush de 1994 a 1999 que no se incluyen en la compilación de grandes éxitos de la banda de 2005 The Best Of: 1994–1999.

## Estilo y letras
"Cold Contagious" presenta un sonido nítido y distorsionado y un ritmo de batería pesado y oscuro. La letra parece tratarse de la ruptura de una relación, acompañada de un deseo de venganza. "Cold Contagious" es inusualmente larga entre las canciones de Bush: con unos seis minutos, es la canción más larga que Bush haya lanzado jamás, a excepción de la canción "Distant Voices", también en Razorblade Suitcase, y "Alien" en Sixteen Stone, que es la canción misma duración musicalmente pero tiene unos treinta segundos de silencio al final. "Distant Voices" contiene dos pistas ocultas. La edición de radio de "Cold Contagious" es mucho más corta.
Steve Morse de Tampa Bay Times opinó que "Cold Contagious" muestra una "influencia de Neil Young".

## Video musical
Fue dirigido por Mark Lebon en marzo y abril de 1997, el video fue filmado en West Palm Beach, Florida, en el hotel Days Inn (la habitación del hotel utilizada era 211), East Rutherford, Nueva Jersey y en el Madison Square Garden de Nueva York. La novia de Dave Parsons también aparece en el video.

## Lista de canciones
- AUS CD Single IND95548 (Digipak)
  1. "Cold Contagious (Radio Edit)" - 3:55
  2. "Swallowed (Goldie Remix)" - 5:50
  3. "Synapse (My Ghost in the Bush of Life Remix)" - 6:29
  4. "In a Lonely Place" - 6:00

## Posiconamiento en lista
| Lista (1997)                         | Posiciones |
| ------------------------------------ | ---------- |
| Australia (ARIA)                     | 75         |
| Canadá (RPM Top Singles)             | 57         |
| Estados Unidos (Alternative Airplay) | 23         |
| Estados Unidos (Mainstream Rock)     | 18         |